# Environnement en Savoie
L’environnement en Savoie correspond aux caractéristiques tenant à l'environnement, à sa protection et au développement durable dans le département français de la Savoie en région Auvergne-Rhône-Alpes.

## Qualité de l’environnement

### Qualités des sols
En ce qui concerne la qualité des sols, en 2012, la Savoie recense 82 sites et sols pollués faisant l’objet d'une action publique. Parmi eux, 38 sont en attente de diagnostic, 37 ont été traités et soumis à restriction d'usage ou surveillés et 7 ont été traités et libres de toute restriction. En 1994, premières données connues, ce nombre total de sites et sols pollués était de 16. Un pic a été atteint en 2008 et 2010 avec 84 sites concernés.

### Qualité de l’air

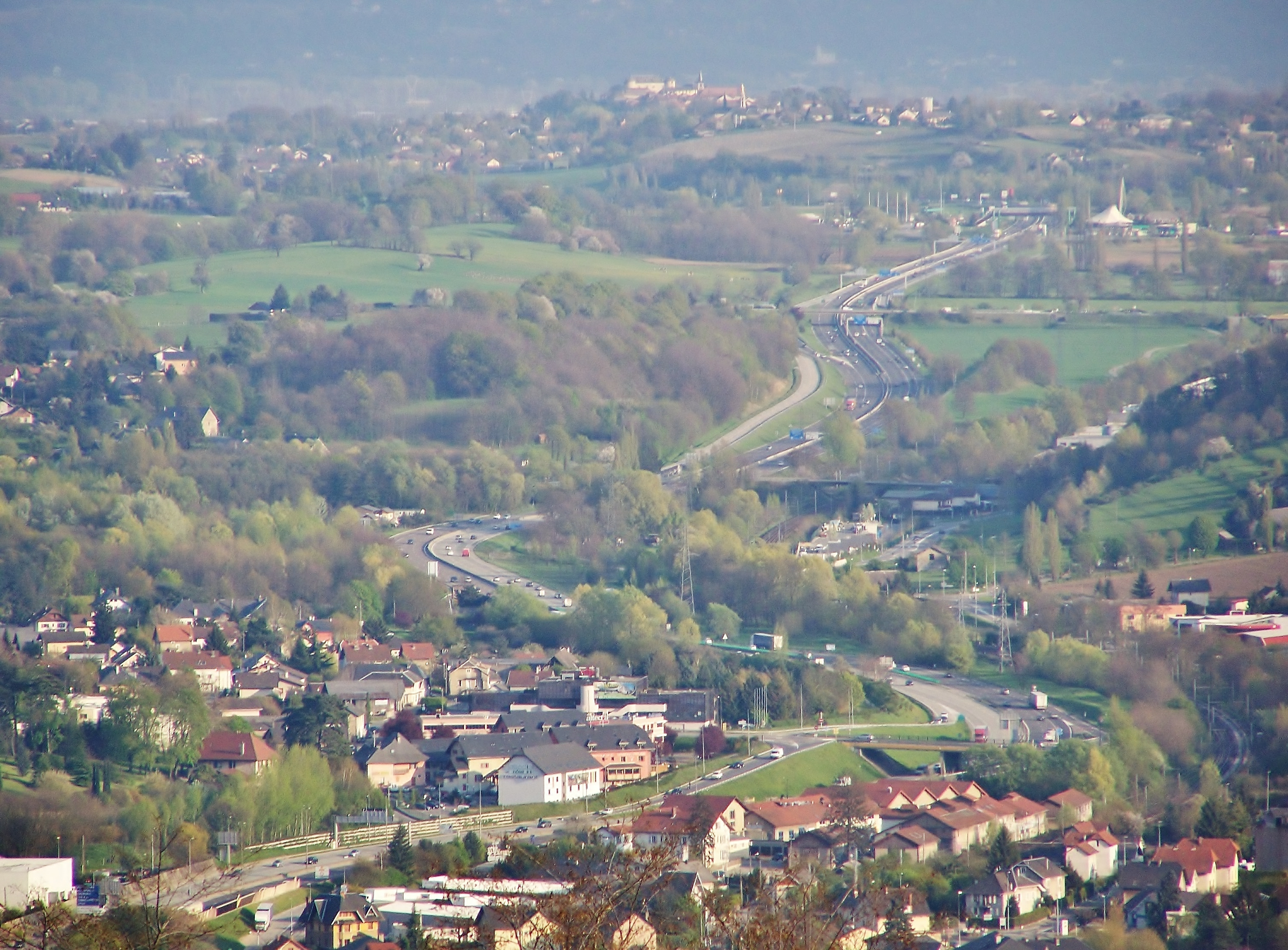
Les 10 km de voie rapide et d'A43 entre Chambéry et Montmélian ont vu circuler chaque jour quelque 45524 véhicules et 4705 poids-lourds en 2011, source importante de dioxyde d'azote notamment.

La qualité de l’air est pour sa part mesurée par 5 stations de référence par l’association L'Air de l’Ain et des Pays de Savoie. En 2009, il est fait état d'une évolution à la baisse de la teneur en dioxyde de soufre, où aucun dépassement de la réglementation n'a été enregistré, y compris en Maurienne où l'industrie manufacturière est importante. Du côté des particules de poussières en suspension, le département constate des moyennes annuelles à la hausse mais les relevés restent en deçà des objectifs de qualité. En outre le nombre de dépassements a été inférieur à 35 pour toutes les stations, valeur limite autorisée. Le dioxyde d'azote pour sa part, résultat de la circulation automobile notamment (68 % par le transport routier), a des moyennes annuelles stables et là encore dans le respect des seuils règlementaires. Sans surprise, les stations enregistrant les plus fortes moyennes sont les stations présentes à Chambéry.
Le cas de l'ozone est un peu moins favorable, notamment en altitude où de fortes concentrations sont relevées. Enfin, l'indice ATMO, sous-indice le plus défavorable parmi les 4 suscités, a ainsi permis de dire qu'en 2009, la qualité de l’air a été bonne ou très bonne entre 60 et 70 % du temps. Le reste du temps a ainsi été partagé entre niveaux « moyen » et « médiocre » mais le niveau « très mauvais » n'a été atteint dans aucune des stations mentionnées.

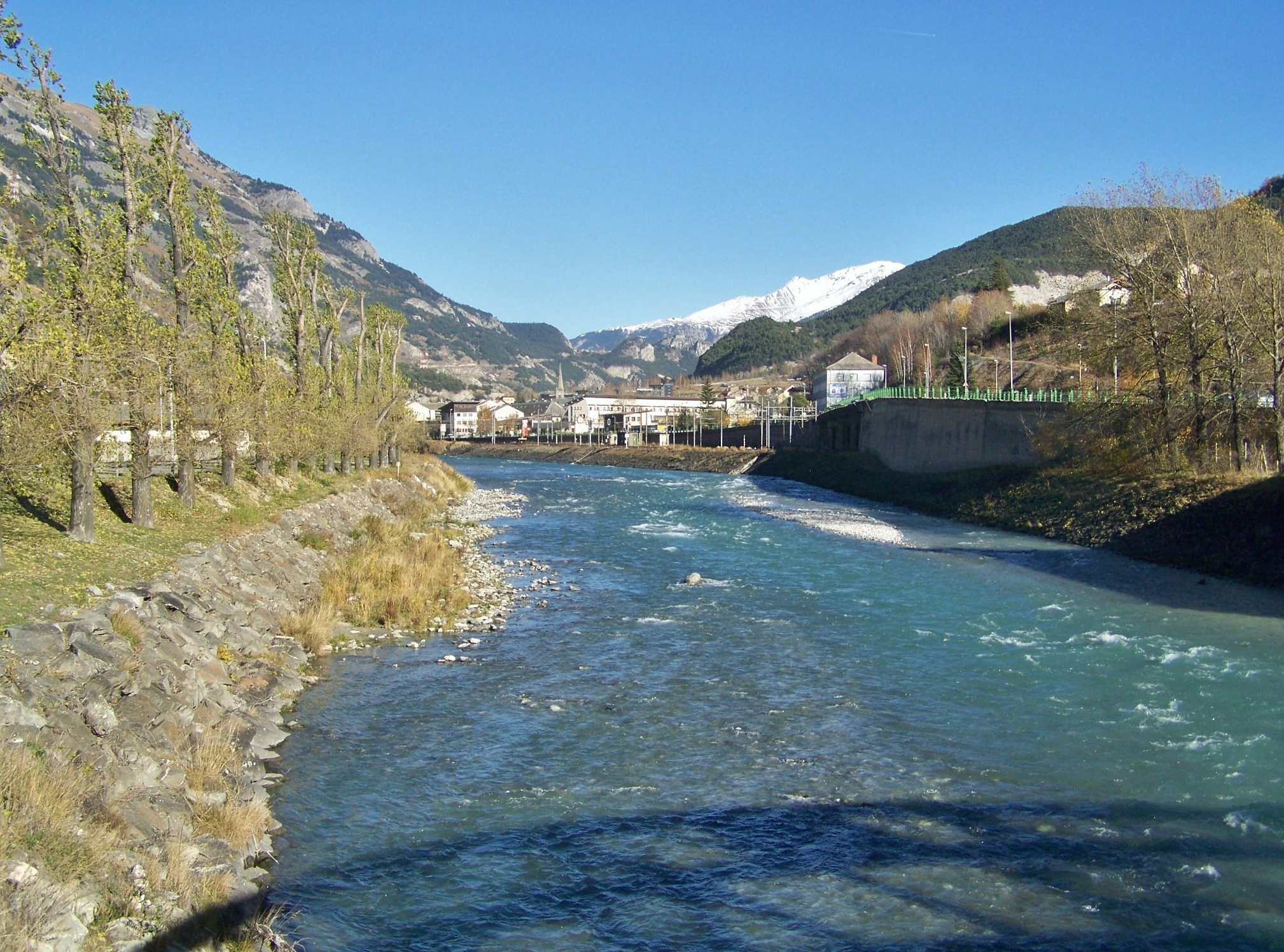
L'eau de l'Arc est bonne « depuis l’amont jusqu’à sa confluence » (ici à Modane).

### Qualité de l'eau
Concernant à présent la qualité de l’eau, le Ministère du développement durable recensait en 2003 une « population desservie par une eau non conforme pour le paramètre micro-biologie » de 35 441 sur un total de 365 986, soit un peu moins de 10 % de la population. Plus récemment, selon l'Agence régionale de santé, les relevés de la qualité bactériologiques des eaux consommés entre 2007 et 2009 font état, sur un total de 746 Unités de distribution (UDI), de 383 UDI de bonne qualité (51 %) et 231 de qualité satisfaisante (31 %), contre 113 UDI de qualité insuffisante et 19 de mauvaise qualité (18 % du total réunis). Néanmoins, répartis à la population, les UDI de bonne qualité concernent 70 % de la population et 23 % pour ceux de qualité satisfaisante. Ainsi les 132 UDI de mauvaise qualité ou de qualité insuffisante ne concernent pour leur part qu'une plus faible proportion de la population, à savoir 7 %.
En 2013, le registre français des émissions polluantes enregistre pour sa part une trentaine de sources de rejets de déchets et polluants dans le milieu aquatique, mais aucune jugée dangereuse. À cet égard, l'assainissement en Savoie est effectué par la présence fin 2009 de 163 stations d'épuration, représentant 1 083 600 équivalents-habitants (EH). Ce nombre n'étant encore que de 867 000 EH en 2005, la Savoie a donc enregistré une amélioration sensible du traitement de ses eaux usées. Cette amélioration doit se poursuivre jusqu'à atteindre 1 176 500 EH en 2015 par la création de 11 nouvelles stations dont 6 équipées de filtres à macrophyte.
Enfin du côté de la qualité des cours d'eau, la Savoie possédant une agriculture orientée vers l’élevage laitier, elle se retrouve confrontée à certaines pollutions organiques et bactériologiques notamment en montagne, et la diversité des productions (exemple avec la viticulture) peut également être à l’origine de pollutions par produits phytosanitaires. Néanmoins la pollution par les nitrates n'est pas significative dans le département.
Une étude sur les eaux du bassin versant de l'Arc en Maurienne conclut que « la qualité de l’eau s’est globalement améliorée sur le bassin versant de l’Arc par rapport au suivi de 2004. ».

### Risques industriels
La Savoie compte également 6 sites industriels sensibles en raison de l’utilisation de produits chimiques toxiques (3 en Maurienne, 1 à Ugine, dans la combe de Savoie et en Tarentaise).

## Faune et flore

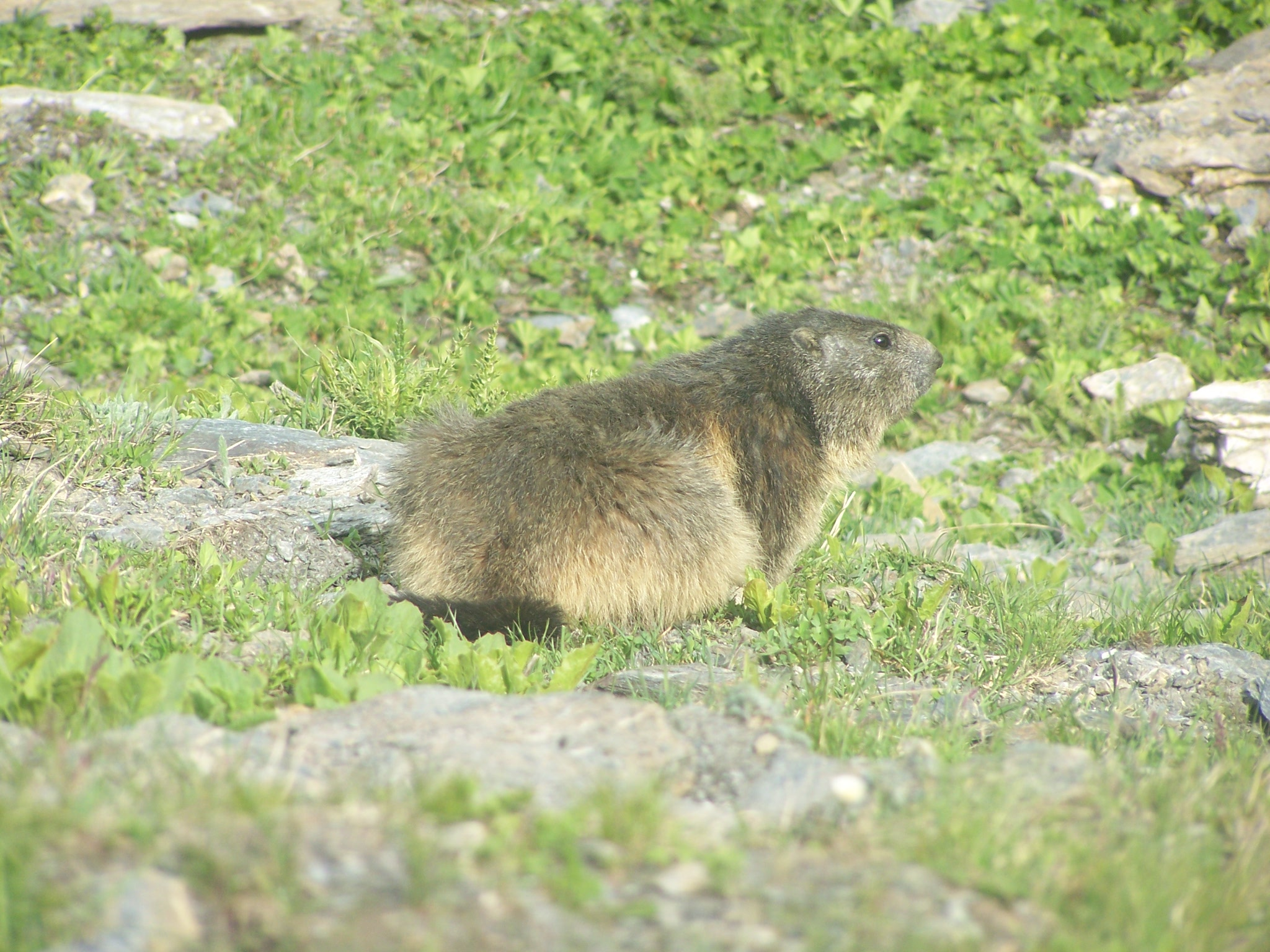
Marmotte entre Bonneval-sur-Arc et le col de l'Iseran en Vanoise.

L'Observatoire de la biodiversité de Savoie est chargé de recenser et répertorier les différentes espèces, animales et végétales, concourant à la biodiversité du département. Dans l’état de ses connaissances pour 2013, l'Observatoire recense 4 744 espèces, réparties notamment en 2 370 plantes à fleurs et 298 autres plantes (dont 62 espèces de fougères), 79 espèces de mammifères, 289 d'oiseaux, 25 de poissons, 13 de reptiles et 15 d'amphibiens. Les lépidoptères (papillons) sont eux recensés à hauteur de 1 229 espèces et les coléoptères à 239 espèces. L'Observatoire recense également quelques autres espèces, parmi lesquelles 3 espèces de crustacés et 2 espèces de mollusques. Au total selon ses relevés, les plus grands nombres d'espèces recensées se situent principalement dans un gros tiers « est » de la Savoie, en Vanoise et dans les hautes vallées de Tarentaise et de Maurienne. Mais l'ouest connait aussi quelques territoires riches en espèces, notamment autour du lac du Bourget (Mont du Chat, Chambotte, Chautagne).
Le département de la Savoie, du fait de sa situation dans les Alpes, possède un nombre important d'espèces dites « de montagne », que ce soit pour la faune ou pour la flore. La faune de montagne est ainsi caractérisée par les chamois, les bouquetins, les mouflons, les marmottes ou encore les aigles royaux. La plupart des autres espèces de mammifères, oiseaux, reptiles et insectes vivant en Europe et a fortiori en France se rencontrent en Savoie. Cela est cependant moins vrai pour les poissons, où les lacs et rivières de Savoie peuvent recenser quelques espèces peu présentes ailleurs. C'est le cas par exemple des corégones blancs, nommés lavarets en Savoie, présents dans la plupart des lacs alpins et quasiment limités à la région Rhône-Alpes et aux Alpes suisses. Cela étant, les cours d'eau et les lacs de Savoie regorgent de truites, d'ombles, de brochets et de poissons-chats, mais pas de saumons.

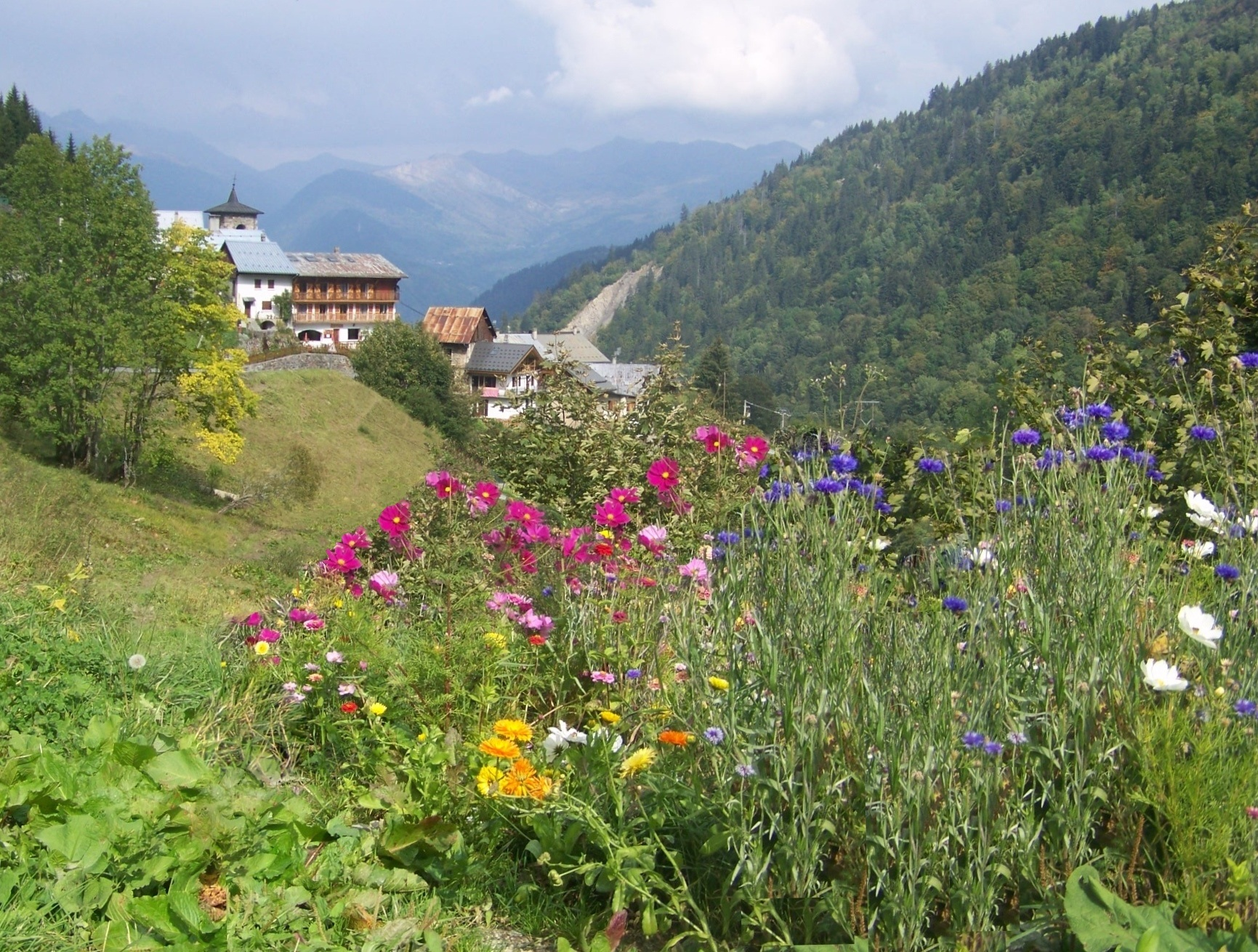
Fleurs de montagne à Celliers (La Léchère) près du col de la Madeleine.

La flore de Savoie possède aussi une flore de montagne riche, avec la présence importante d'espèces comme l'edelweiss, la gentiane jaune, la gentiane des neiges, le cyclamen, le génépi blanc ou encore l’absinthe. Un peu moins de 200 plantes font par ailleurs l'objet d'une protection, réglementant notamment leur cueillette.
La Savoie comporte en outre 2 000 km2 de forêts, soit un tiers du territoire. Elles sont majoritairement présentes dans les massifs des Bauges, de Chartreuse, du Beaufortain et sur les parties inférieures des vallées de la Tarentaise et de la Maurienne. D'une altitude moyenne de 1 600 m, ces forêts sont composées à 55 % de résineux (sapins, épicéas et mélèzes pour plus les courants) et à 45 % de feuillus (parmi lesquels hêtres, chênes, châtaigniers et peupliers notamment). Partagées entre les forêts domaniales de l'État, le département, 271 communes, 5 établissements publics et 58 000 propriétaires privés, ces forêts bénéficient d'une forte pluviométrie et se régénèrent facilement. 90 % des forêts territoriales et 100 % des forêts domaniales sont éco-certifiées. Les plus vieux arbres du département se trouvent dans la forêt de l'Orgère sur la commune de Villarodin-Bourget en haute-Maurienne. Cette forêt de 70 hectares recense en effet plusieurs mélèzes vieux d'environ 1 000 ans. Une autre particularité : avec ses 59 km2 de superficie, la peupleraie de la Chautagne, située entre le Rhône et le lac du Bourget, est la plus grande peupleraie d'Europe.
En matière de fleurissement, le département de la Savoie a reçu en octobre 2013 le label du département fleuri. En outre, en 2014, 47 de ses 305 communes possèdent le label « Villes et villages fleuris », réparties en 2 communes de quatre fleurs (Aix-les-Bains et Nances), 11 communes de trois fleurs (dont Chambéry, Albertville, Saint-Jean-de-Maurienne et La Motte-Servolex), 12 communes de deux fleurs et 22 communes d'une fleur.
Les forêts savoyardes permettent chaque année l'exploitation d'environ 3 000 m3 de bois.

## Sites et espèces protégés

### Parcs naturels
Le département de la Savoie compte 3 parcs naturels : un parc national, le parc national de la Vanoise, et les deux parcs naturels régionaux (PNR) du massif des Bauges et du massif de la Chartreuse, parcs régionaux respectivement à cheval avec les départements de la Haute-Savoie (Bauges) et de l'Isère (Chartreuse).

#### Parc national de la Vanoise

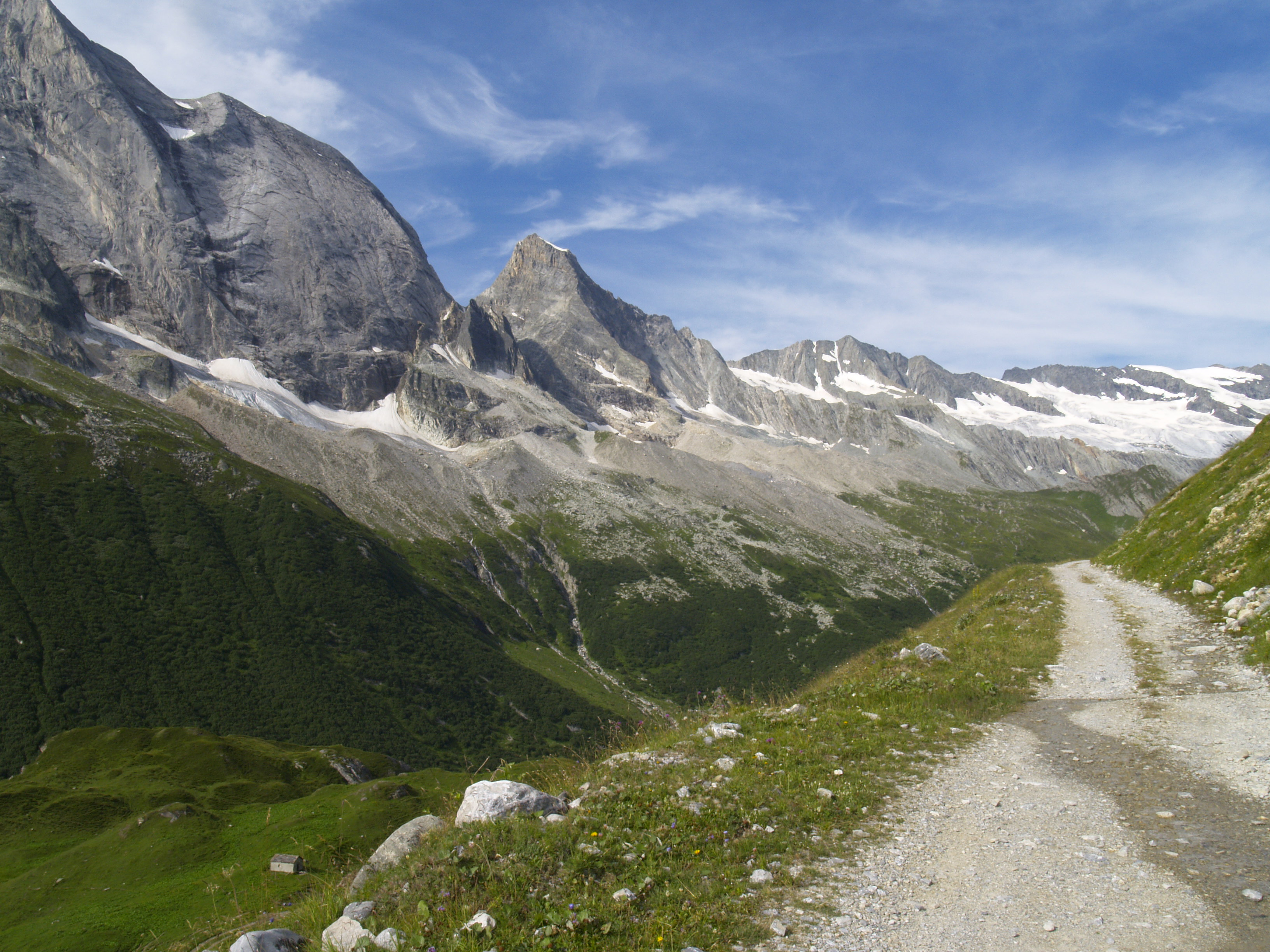
À Champagny-en-Vanoise.

Il s'agit du premier parc national créé en France, alors en 1963.
D'une superficie totale de 2 000 km2 répartis au sein d'une zone « Cœur » de 535 km2 et d'une zone « Aire optimale d'adhésion » de 1 465 km2, le parc est situé en totalité sur le territoire de la Savoie, dans les zones montagneuses de l'est du département avec une altitude variant entre 1 280  et   3 855 m (la Grande Casse, toit de la Savoie). Toutefois, depuis le jumelage de 1972 effectué avec le Parc national du Grand-Paradis (Gran Paradiso) situé de l’autre côté de la frontière, le parc pris au sens large s'étend de ce fait également au nord-ouest de l’Italie.
Le parc, peuplé d'un peu moins de 40 000 habitants répartis sur 29 communes, est également l'habitat naturel d'environ 4 000 chamois, 1 600 bouquetins et 120 oiseaux-nicheurs (la Vanoise étant à cet égard l'un des 3 sites majeurs des Alpes de nidification des gypaètes), et voit également pousser sur son sol quelque 1 200 espèces de fleurs, dont 200 considérées comme remarquables. Le Cœur du parc de la Vanoise est en outre composé de 60 % d'alpages, de 29 % de rochers, de 10 % de glaciers et de seulement 1 % de forêts du fait de l'altitude moyenne relativement élevée où la végétation n'est habituellement plus présente.
Le parc recense enfin notamment 5 réserves naturelles, 8 arrêtés préfectoraux de protection de biotope (APPB) et 4 zones de protection par Natura 2000.

#### Parc naturel régional des Bauges

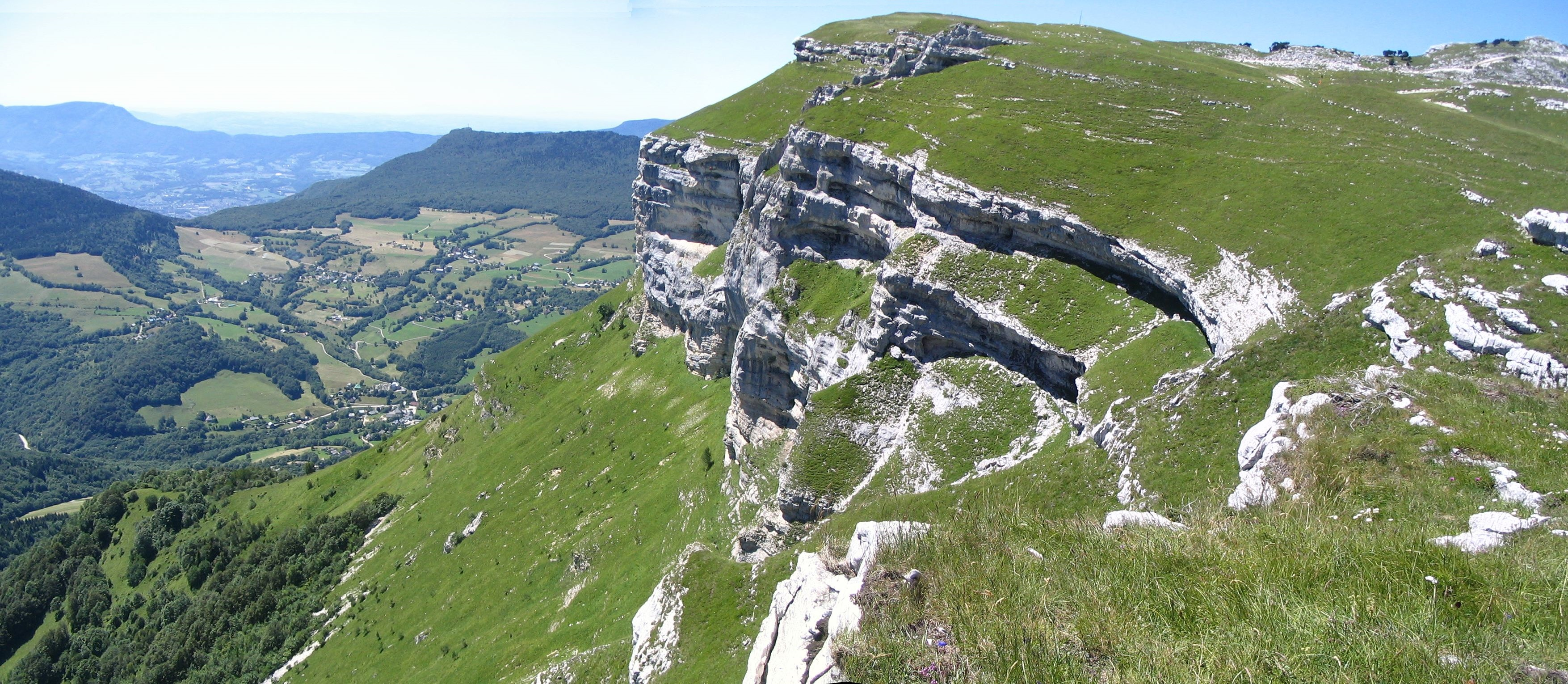
Le roc de Margériaz (Bauges).

Ce parc est créé le 7 décembre 1995 dans le but de revitaliser le massif des Bauges et de protéger et valoriser son patrimoine naturel et culturel remarquable.
Situé à cheval sur les départements de la Savoie et de la Haute-Savoie, le parc regroupe 60 000 habitants répartis dans 65 communes (46 en Savoie et 19 en Haute-Savoie) et totalise une superficie de 856 km2. Débutant au pied du massif à 270 m d'altitude, son point culminant se situe pour sa part à 2 217 m. Il est en outre entouré de 6 « villes portes » que sont Chambéry, Aix-les-Bains, Albertville et Ugine en Savoie et Annecy et Rumilly en Haute-Savoie. Le parc recense 1 600 espèces végétales, 150 espèces d'oiseaux-nicheurs et 9 espèces d'amphibiens, et la réserve nationale de chasse et de faune sauvage des Bauges protège notamment les chamois, les mouflons et les tétras-lyre sur 5 200 ha de forêts et d'alpages.
Le PNR du massif des Bauges comprend enfin 7 sites Natura 2000 et a obtenu en septembre 2011 le label géoparc, soutenu par l'UNESCO, en raison de son patrimoine géologique conséquent : « De loin, l'endroit fait penser à une forteresse rocheuse, une île naturelle préservée émergeant d'une mer urbanisée », indique l'Unesco.
Le parc possède quelques stations de sport d'hiver telles Savoie Grand Revard, les Aillons-Margériaz, le Semnoz ou la station la Sambuy-Seythenex.

#### Parc naturel régional de Chartreuse

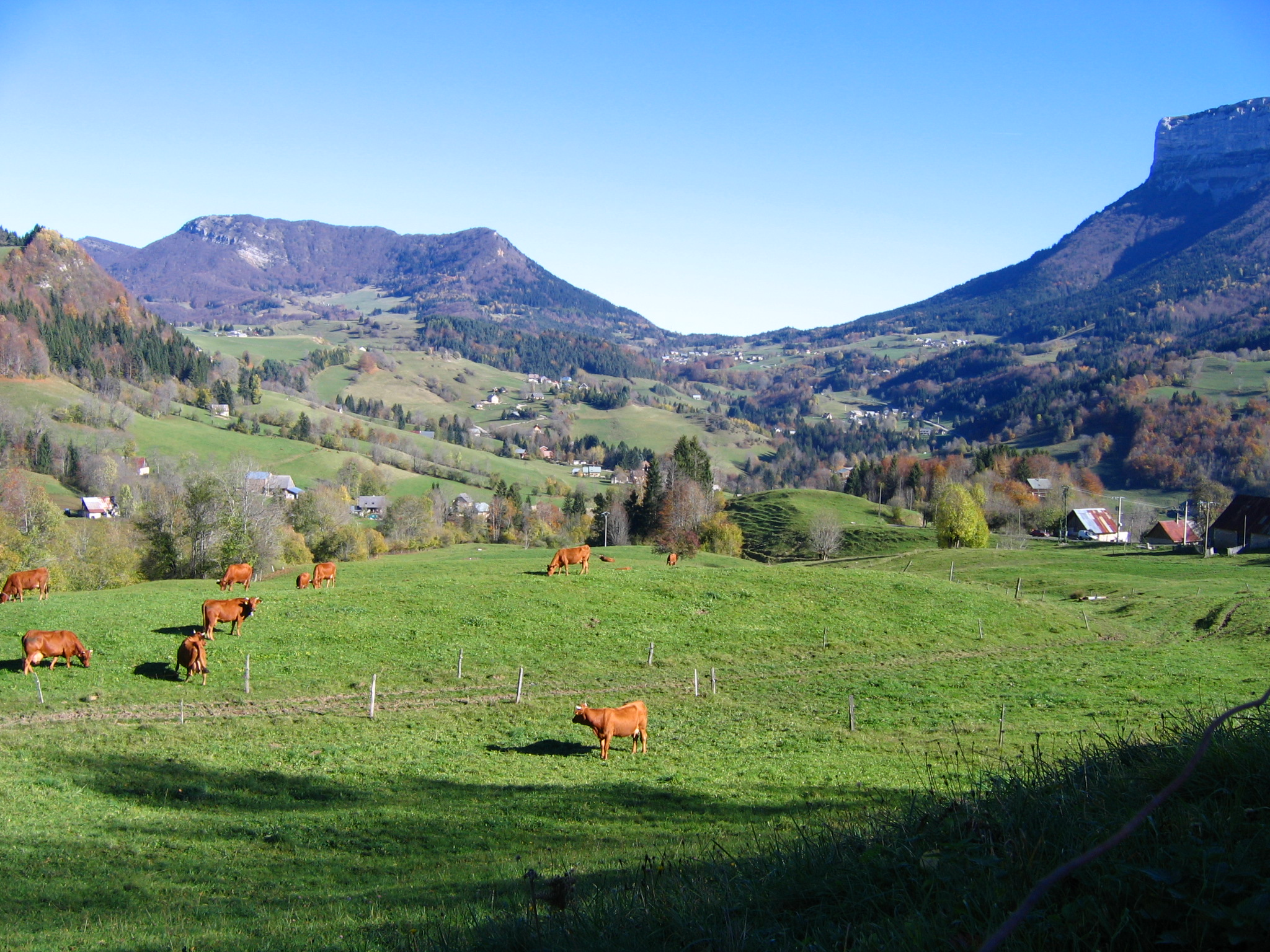
Vallée des Entremonts, en Chartreuse.

Ce parc est créé peu de temps avant le parc naturel régional des Bauges, le 6 mai 1995.
Il s'étend sur les départements de la Savoie et de l'Isère, mais la majeure partie de ses 76 700 ha sont situés en Isère, de même que la grande majorité des communes et leurs 50 000 habitants qu’il regroupe, au nombre de 60 dont seules 19 en Savoie. Comme pour le PNR des Bauges, le parc naturel de Chartreuse possède 3 villes portes que sont Chambéry au nord (Savoie), Grenoble au sud et Voiron à l'ouest (Isère). Le parc s'étend autrement sur un dénivelé de 200 à 2 082 m d'altitude.
Du côté de la biodiversité, le parc accueille sur son territoire plus de 2 000 espèces végétales, soit le tiers des espèces existant en France présentes en Chartreuse, et de même pour la moitié des mammifères et des oiseaux de France. À cet égard, le parc a pu observer le retour, par réintégration, du bouquetin sur son territoire puisque ce dernier vivait dans le massif avant l’avènement de la chasse et sa quasi-disparition durant le XIXe siècle. Enfin le parc assure depuis 2001 la gestion de la Réserve Naturelle des Hauts de Chartreuse (qui en Savoie comprend notamment le Mont Granier) et suit en outre 3 sites classés Natura 2000.
À l'été 2012 a débuté une étude de faisabilité sur la création d'un parc naturel régional « Belledonne » qui concernerait la chaîne de Belledonne sur les départements de l’Isère et de la Savoie.

### Autres espaces protégés et gérés

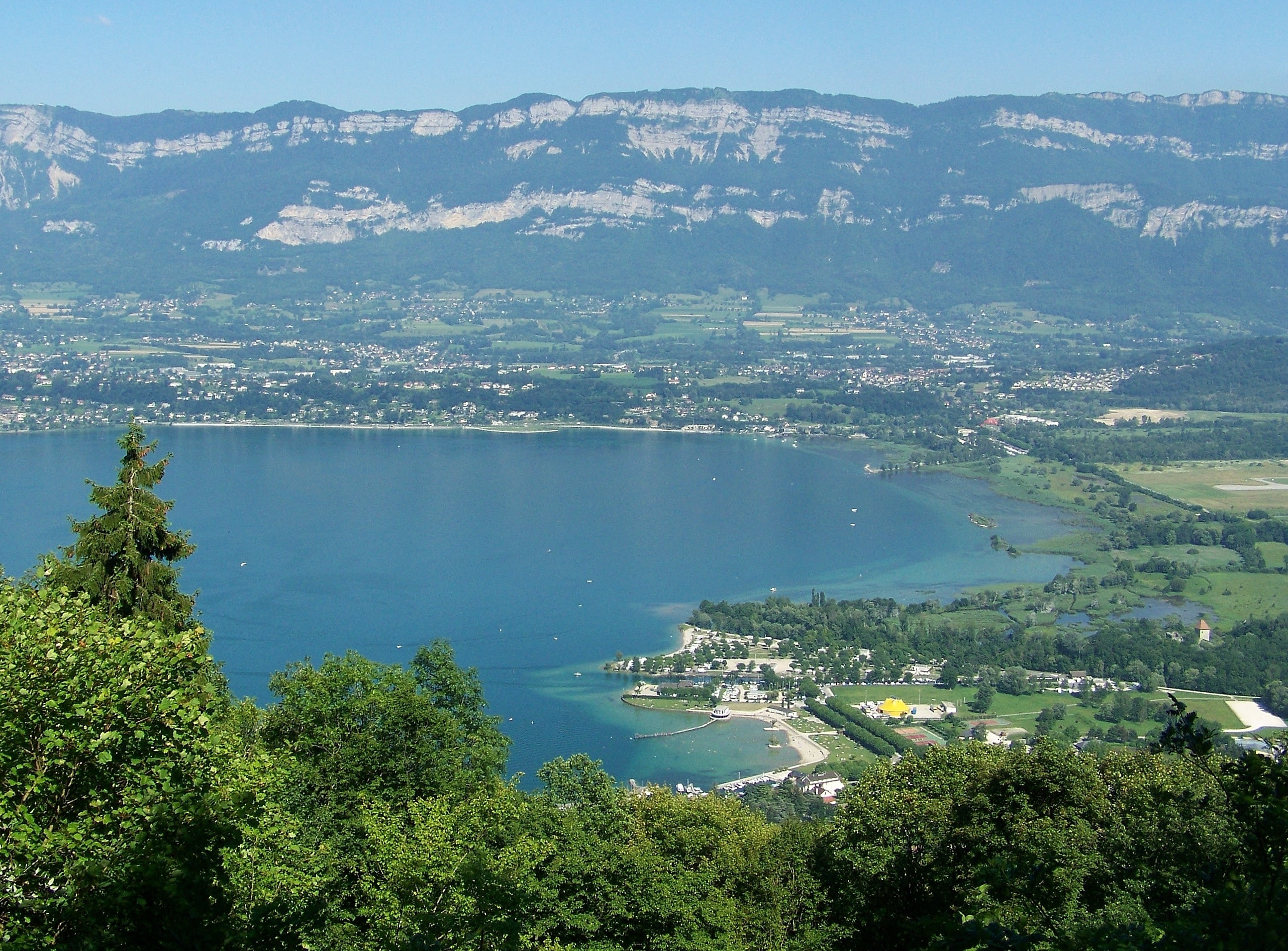
« Sud du lac du Bourget », ZNIEFF depuis 2007 sous le no 820031275.

Au total, la Savoie possède 22 arrêtés préfectoraux de protection de biotope (APPB), 4 réserves biologiques domaniales, 6 réserves naturelles nationales, 6 terrains acquis par le Conservatoire de l'espace littoral et 1 zone humide relative à la Convention de Ramsar. Pour ce qui concerne plus spécifiquement les sites Natura 2000, la Savoie dispose à cet égard de 18 sites d'intérêt communautaire (Habitat) et de 7 sites de protection spéciale (Oiseaux).
S'ajoutent enfin la présence en Savoie de 19 forêts de protection, de 29 sites classés (le dernier étant le vallon du Clou, classé le 25 mars 2013) et de 101 sites inscrits,.

### ZNIEFF
Le département de la Savoie possède également un total de 261 Zones naturelles d'intérêt écologique, faunistique et floristique (ZNIEFF) de 2e génération. Les plus nombreuses sont notamment les marais, les vallons, les alpages, les tourbières, les forêts ou encore les massifs. Mais le département recense également des baies aux abords des lacs, des bois, des cols, des coteaux, des étangs, des falaises, des lacs, des monts, des plateaux ou des ruisseaux.
En outre, plus de 1 000 espèces, animales et végétales, font l'objet d'une protection dans le département.

## Écologie et développement durable
En 2011, le Palmarès de l’Écologie établi par l'hebdomadaire la Vie classait le département de la Savoie à la 33e place des départements selon leur « volonté écologique ». Les cinq critères retenus pour ce palmarès intègrent le traitement des déchets, la conversion à l’agriculture biologique, le développement des énergies renouvelables, l'amélioration de la qualité de l’air et la préservation de la qualité de l’eau.

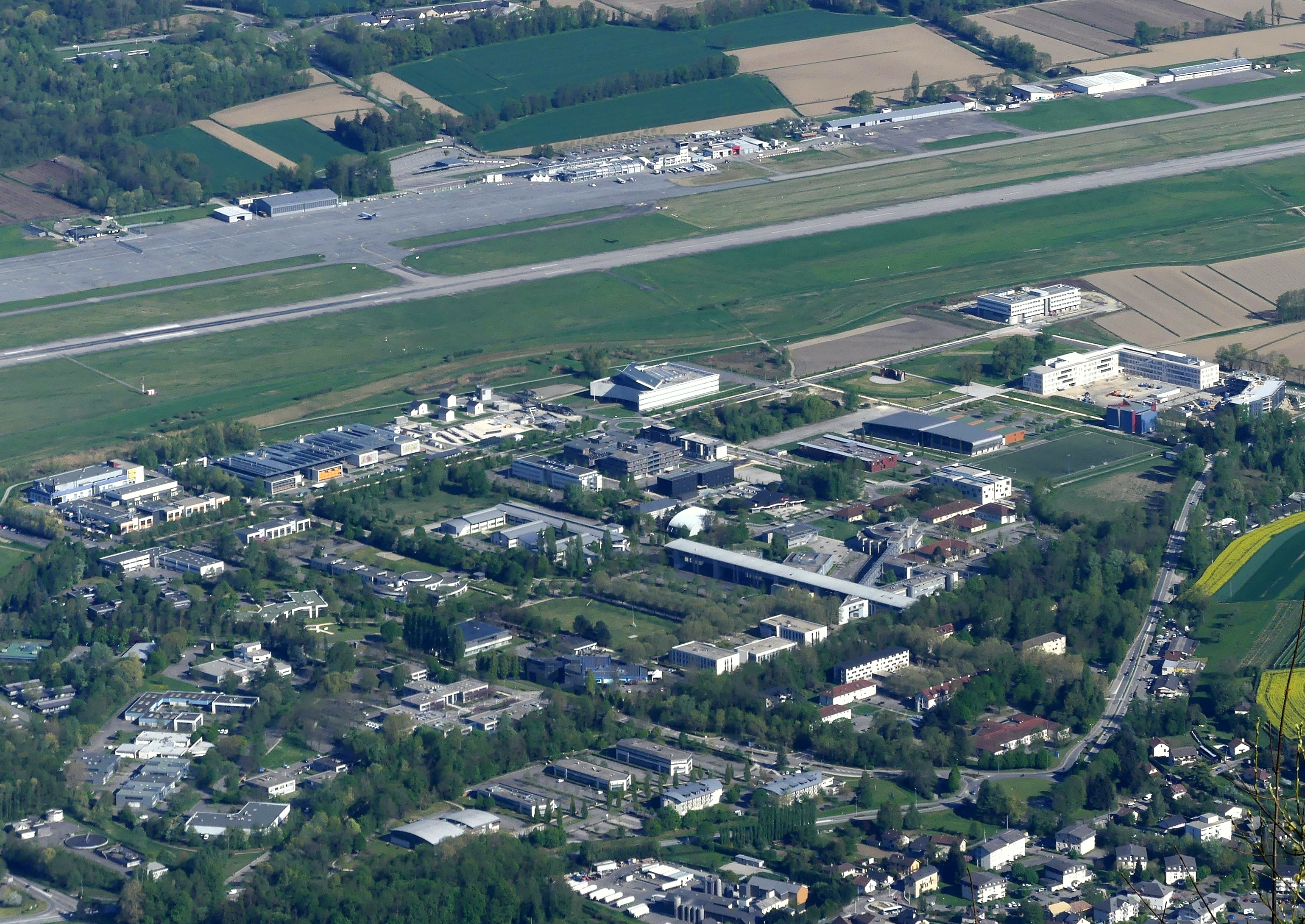
Le technopôle de Savoie Technolac avec les bâtiments de l'INES du côté de l'aéroport.

Le département de la Savoie est engagé dans la protection de l’environnement depuis de nombreuses années. Le conseil général a pour sa part mis en place les premières politiques en faveur de l’environnement en 1986 et est le premier département à conclure avec l'État un protocole pour la valorisation du paysage et de l’environnement. Par la suite naissent le Conservatoire du patrimoine naturel de la Savoie ou encore l’Association savoyarde pour le développement des énergies renouvelables (ASDER), et sont aussi mis en place divers plans départementaux de promotion des énergies renouvelables, comme le plan bois-énergie ou le plan solaire. Le premier prévoit des aides financières du Département lors de rénovations énergétiques effectuées sur les bâtiments (isolation, géothermie…), le second a notamment conduit à l'installation de l'Institut national de l'énergie solaire (INES) sur le site de Savoie Technolac au Bourget-du-Lac. Référent national de la filière énergies-bâtiment et plus gros dispositif d'incubation en Rhône-Alpes[réf. souhaitée], ce technopôle accompagne étudiants, chercheurs et entrepreneurs pour créer et accélérer le développement de leur entreprise (230 entreprises innovantes et quelque 1 000 chercheurs en 2014).
En matière d'énergie solaire, le conseil général décrivait à cet égard en 2007 la Savoie comme étant un département « au cœur de Vallée Solaire française en Rhône-Alpes » et plus généralement « La Savoie, 1er département français pour le solaire thermique » à raison d'une surface cumulée de 16 000 m2 de capteurs en 2005 et une puissance de 1 200 watt-crètes pour 1 000 habitants en 2007, contre 226 Wc/1 000 en France. Le qualificatif de « département pilote » a par ailleurs été prononcé par le Ministre de l'Industrie M. Christian Estrosi en 2010 lors de sa visite à l'INES. En plus du conseil général, la ville de Chambéry est pour sa part arrivée elle aussi 1re de sa catégorie aussi bien pour le solaire thermique que pour le solaire photovoltaïque. Ceci s'explique par la création en 2005 de l'une des plus grandes centrales photovoltaïques de France, soit 1 000 m2 de capteurs, sur le site des Monts. Le classement de la ligue ENR (championnat des énergies renouvelables) pour 2011 lui fait conserver sa première place tandis qu'Aix-les-Bains est 10e. La Motte-Servolex est elle aussi première dans sa catégorie de moins de 20 000 habitants, et Albiez-le-Jeune est également 1re dans la catégorie de moins de 5 000 habitants. La commune de Montmélian a quant à elle été pionnière puisque ayant installé ses premiers capteurs solaires en 1982.

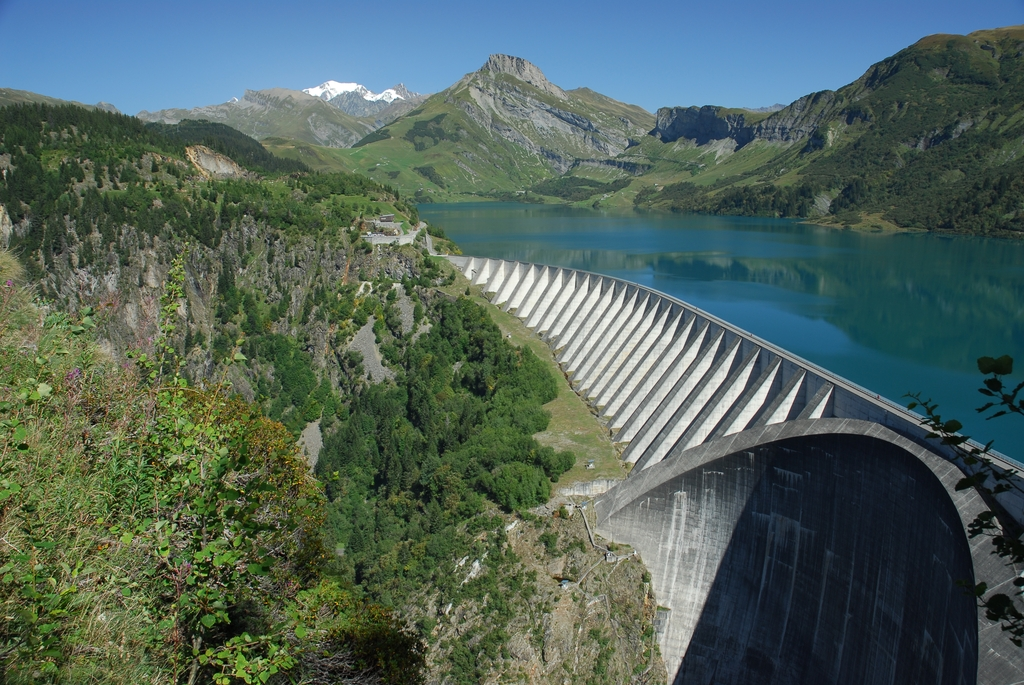
Le barrage de Roselend.

En 2012, le département de la Savoie comptait environ 45 500 m2 de panneaux solaires, en comptant les installations des particuliers et des entreprises, et 11,8 mégawatt-crêtes de puissance solaire photovoltaïque couplée au réseau. En 2012, le solaire thermique représentait plus de 4 100 installations, et 2 879 en photovoltaïque. Alors que fin 2010 le ratio national moyen est de 3,2 m2 pour 100 habitants, celui-ci est de 10 m2 de capteurs pour 100 habitants en Savoie, excédant alors le ratio européen moyen de 7,2 m2 pour 100 habitants. Fin 2012, le ratio en Savoie passe à 10,8 m2 de capteurs solaires pour 100 habitants, un ratio toutefois estimé par le conseil général en fonction des demandes de subvention déposées, et donc vraisemblablement inférieur au ratio réel dans le département. Fin 2011, ce ratio demeurait de seulement 3,6 m2 pour 100 habitants en France et de 7,8 m2 pour 100 habitants en Europe.
Du côté de l'énergie éolienne, le département ne possédait en 2010 aucun parc éolien en raison des faibles vents présents dans les Alpes, ou alors beaucoup trop localisés.
Pour l'énergie hydro-électrique, le département possède notamment 8 « grands barrages », parmi lesquels le barrage du Chevril en Tarentaise et le barrage de Roselend dans le Beaufortain qui sont les deux premiers barrages de France par leur hauteur et parmi les 10 premiers pour la quantité d'eau retenue. À côté des barrages, l’exploitant EDF possède également en Savoie une trentaine de centrales hydroélectriques, et le Groupe d'Exploitation Hydraulique (GEH) « Savoie Mont-Blanc », gérant la production hydroélectrique en Savoie et Haute-Savoie, a son état-major à Albertville.

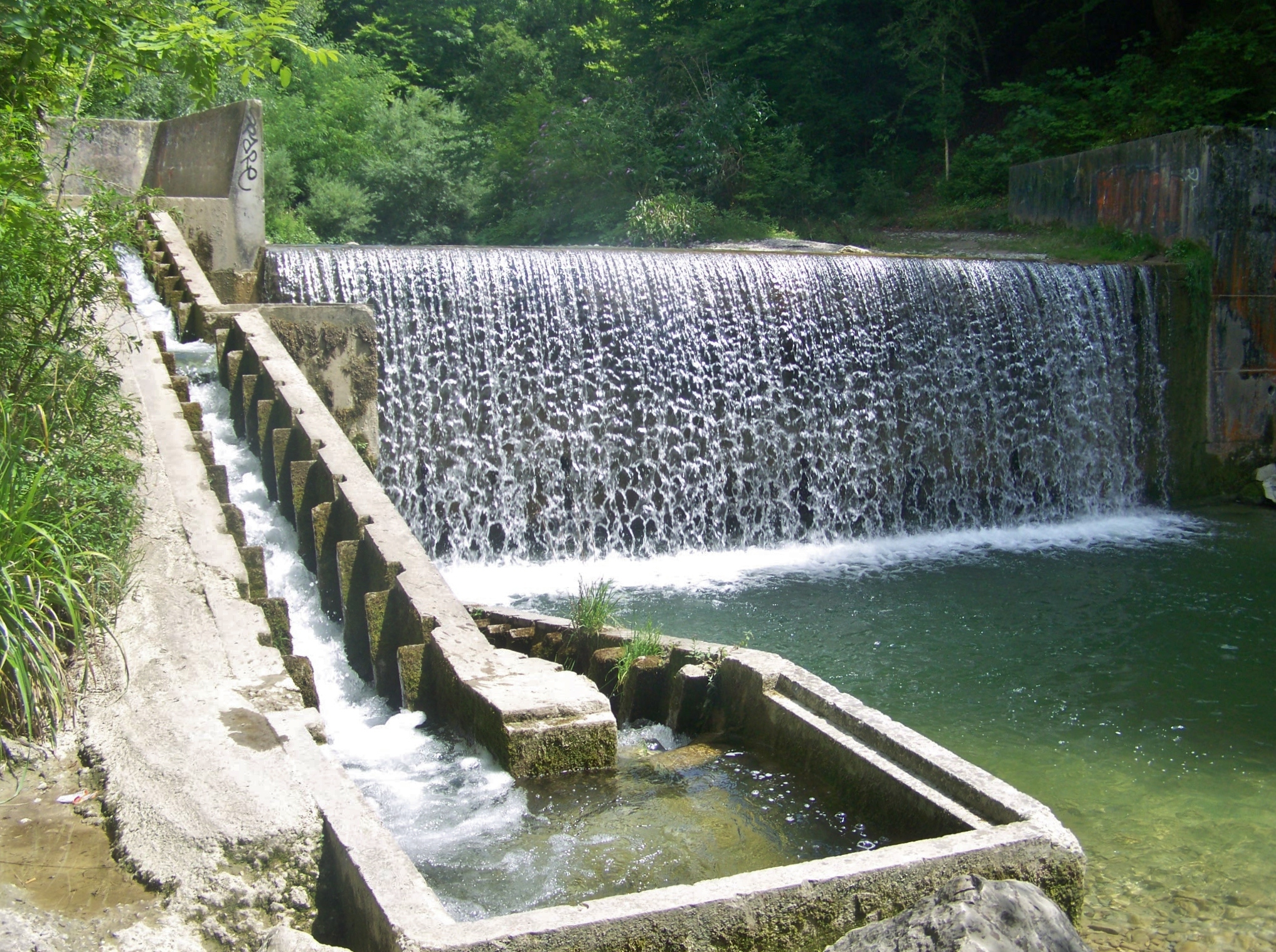
Un corridor biologique : l'échelle à poissons sur la Leysse à St-Jean-d'Arvey.

Pour le traitement des déchets, le département recense 53 déchèteries et l'ensemble des collectivités dispose de dispositifs pour la collecte sélective. Le conseil général établit à 253 kg les ordures ménagères par habitant et par an (visiteurs inclus), dont 50 % sont collectés puis valorisés. Pour les déchets non ménagers, ce taux est de 41 %. Le syndicat mixte « Savoie Déchets » permet le traitement des déchets à l'échelle du département. En outre, toutes les unités d'incinération de la Savoie respectent les normes européennes en vigueur. Enfin, le taux de valorisation de matière organique provenant des déchets ménagers et assimilés était situé entre 35 et 45 % en Savoie en 2007, pour une moyenne de 33,5 % au niveau national.
Le département a également mis en place 7 chartes architecturales et paysagères en partenariat avec le Conseil d'architecture, d'urbanisme et d'environnement (CAUE) afin de promouvoir une architecture de qualité d'une part, et la préservation des paysages d'autre part. En parallèle ont également été définis des espaces naturels sensibles où les actions de protection et de revalorisation ont permis l'ouverture au public de 27 « Grands sites départementaux ». Dans le prolongement du Grenelle de l'environnement, le conseil général, comme d'autres acteurs locaux, met en œuvre la réalisation de corridors biologiques pour préserver les espaces de déplacement et de reproduction de nombreuses espèces sur le territoire.
Enfin, conscient des enjeux du changement climatique, le conseil général a engagé une réflexion sur le sujet au travers d'un « livre blanc du climat en Savoie » paru en mai 2010 dans une volonté d'« engager la réflexion pour la Savoie de demain ». Ce rapport recense toutes les conséquences d'un tel changement sur divers secteurs du département, et esquisse des stratégies de réduction des gaz à effet de serre selon ces secteurs.